# Тафт, Уильям
Уи́льям Го́вард Тафт (англ. William Howard Taft; 15 сентября 1857, Цинциннати, Огайо — 8 марта 1930, Вашингтон) — американский политический и государственный деятель; 27-й президент США (1909—1913) и 10-й председатель Верховного суда США (1921—1930), единственный человек, занимавший оба поста. Тафт был избран президентом в 1908 году, как преемник Теодора Рузвельта, но потерпел поражение при переизбрании в 1912 году от Вудро Вильсона после того, как Рузвельт разделил голоса республиканцев, баллотируясь в качестве кандидата от третьей партии. В 1921 году президент Уоррен Гардинг назначил Тафта председателем Верховного суда, эту должность он занимал, пока не ушел в отставку за месяц до своей смерти.

## Биография
Уильям Говард Тафт родился 15 сентября 1857 года в Цинциннати в семье Альфонсо Тафта, занимавшего посты военного министра и генерального прокурора США. Семья Тафта не была богатой, жила в скромном доме в пригороде Маунт-Оберн. Окончил Йельский университет и Университет Цинциннати со степенью бакалавра права.

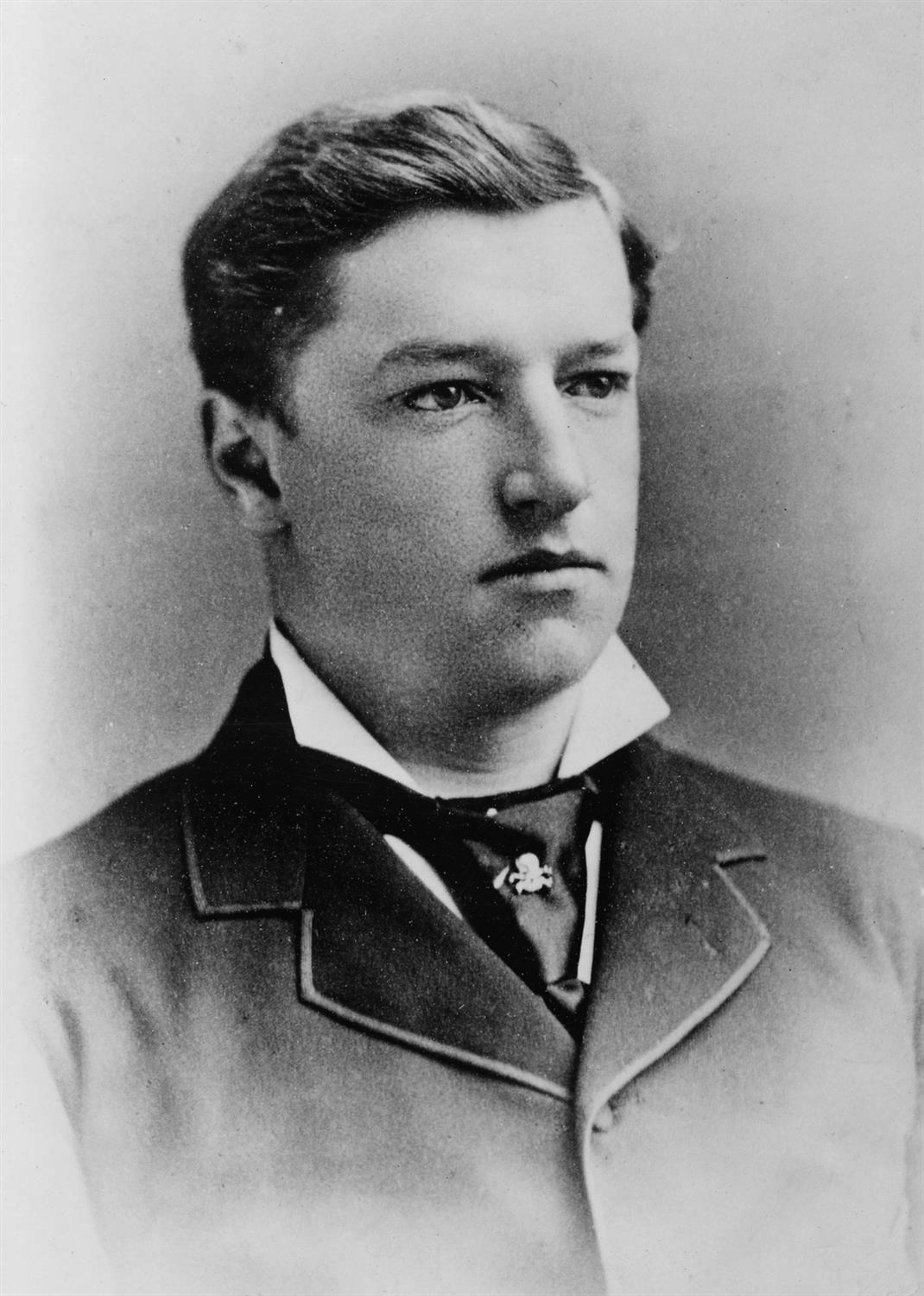
Тафт во время учёбы в Йельском колледже, 1878 г.

Поступив в коллегию адвокатов Огайо, Тафт полностью посвятил себя работе в коммерческом отделении. Редактор газеты Мурат Холстед был готов взять его на постоянное место жительства с повышенной зарплатой, если он откажется от адвокатуры, но Тафт отказался. В октябре 1880 года Тафт был назначен помощником прокурора округа Гамильтон и вступил в должность в январе следующего года. В течение года Тафт работал помощником прокурора, рассматривая свою долю рутинных дел. Он ушёл в отставку в январе 1882 года после того, как президент Честер Артур назначил его налоговым инспектором Первого округа Огайо, района с центром в Цинциннати. Тафт отказался уволить компетентных сотрудников, и ушёл в отставку в марте 1883 года, написав Артуру, что он желает начать частную практику в Цинциннати. В 1884 году Тафт проводил кампанию за кандидата в президенты от республиканцев, сенатора от штата Мэн Джеймса Блейна, который проиграл губернатору Нью-Йорка Гроверу Кливленду.
В 1889 году в Верховном суде США было вакантным место, и губернатор Джозеф Форакер предложил президенту Гаррисону назначить Тафта на его место. Тафту было 32 года, и его профессиональной целью всегда было место в Верховном суде. Он активно добивался назначения, писал Форакеру, чтобы убедить губернатора настаивать на своём деле, в то же время заявляя другим, что маловероятно, что он его получит. Вместо этого в 1890 году Гаррисон назначил его генеральным солиситором Соединённых Штатов. Когда Тафт прибыл в Вашингтон в феврале 1890 года, офис пустовал в течение двух месяцев, и работа накапливалась. Он работал над устранением отставания, одновременно изучая федеральные законы и процедуры, в которых он не нуждался как судья штата Огайо.
В 1891 году Тафт ввёл новую политику под названием «признание ошибки», в соответствии с которой правительство США признало в Верховном суде дело, которое оно выиграло в нижеследующем суде, но который, по мнению генерального солиситора, следовало проиграть. По запросу Тафта Верховный суд отменил обвинительный приговор в убийстве, который, по словам Тафта, был основан на недопустимых доказательствах. Данная политика продолжается и по сей день. Несмотря на то, что Тафт добился успеха в качестве генерального солиситора, выиграв 15 из 18 дел, которые он оспаривал в Верховном суде, он был рад, когда в марте 1891 года Конгресс Соединённых Штатов учредил новую судейскую должность для каждого из апелляционных судов Соединенных Штатов и Гаррисон назначил его членом Шестого округа в Цинциннати. В марте 1892 года Тафт ушёл с поста генерального солиситора, чтобы возобновить свою судебную карьеру.
В 1900—1904 — председатель правительственной комиссии по делам Филиппин.
До избрания президентом занимал судебные и военные посты (пик карьеры — военный министр), близкий друг Теодора Рузвельта, который в 1908 году поддержал его как будущего преемника. Рузвельт полагал, что Тафт должен быть его логическим преемником, хотя военный министр поначалу не хотел баллотироваться. Рузвельт использовал свой контроль над партийным аппаратом, чтобы помочь своему наследнику. Под угрозой потери работы от политических назначенцев требовалось поддерживать Тафта или хранить молчание.
Губернатор Нью-Йорка Чарльз Эванс Хьюз планировал баллотироваться в президенты, но, когда он выступил с важной политической речью, Рузвельт в тот же день направил в Конгресс специальное послание, в котором решительно предостерегло от корпоративной коррупции. В результате освещение президентского послания отодвинуло Хьюза на последние места. Рузвельт неохотно сдерживал неоднократные попытки призвать его на новый срок.
На республиканском национальном съезде 1908 года в Чикаго в июне не было серьёзной оппозиции Тафту, и он одержал победу при первом голосовании. При этом он надеялся, что его напарником будет прогрессивный деятель со Среднего Запада, такой как сенатор от Айовы Джонатан Долливер, но вместо этого на должность вице-президента был назначен конгрессмен Джеймс Шерман. 30 июня 1908 года Тафт ушёл с поста военного министра, чтобы полностью посвятить себя президентской кампании.
Соперником Тафта на выборах был Уильям Брайан, кандидат от Демократической партии, который ранее был соперником Уильяма Мак-Кинли на предыдущих президентских выборах. Поскольку многие реформы Рузвельта вытекали из предложений Брайана, демократ утверждал, что он был истинным наследником мантии Рузвельта. Корпоративные взносы в федеральные политические кампании были запрещены законом Тиллмана 1907 года, и Брайан предложил аналогичным образом запретить или, по крайней мере, раскрывать информацию о взносах должностных лиц и директоров корпораций. Тафт хотел, чтобы сведения о пожертвованиях были раскрыты только после выборов, и старался обеспечить, чтобы среди его спонсоров не было должностных лиц и директоров корпораций, ведущих судебный процесс с правительством. В итоге Тафт с комфортным отрывом победил Брайана, набрав 51,6 % голосов и 321 голосов выборщиков против 162.

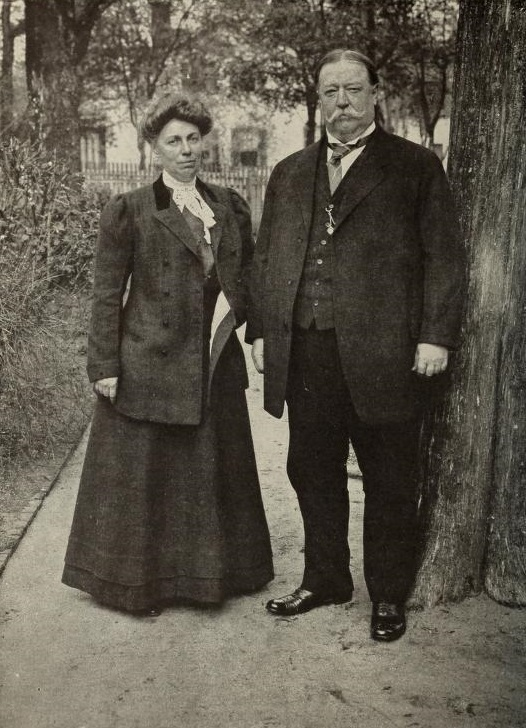
Тафт с женой в Огасте, 1909 г.

Тафт был приведён к присяге в качестве президента 4 марта 1909 года. Из-за зимнего шторма Тафт принял присягу в помещении, в зале Сената, а не за пределами Капитолия, как обычно. Президентство Тафта охарактеризовалось некоторым усилением роли государства в экономике. Во время президентства Тафта протекционизм через использование тарифов был фундаментальной позицией Республиканской партии. Тариф Дингли был принят для защиты американской промышленности от иностранной конкуренции. Платформа партии 1908 года поддержала неуказанные поправки к Закону Дингли, и Тафт истолковал это как сокращение. Тафт созвал специальную сессию Конгресса, которая должна была собраться 15 марта 1909 года для рассмотрения вопроса о тарифах.
На президентских выборах в 1912 Рузвельт, отношения которого с Тафтом стали напряжёнными, попытался вновь выставить свою кандидатуру, однако Республиканская партия отклонила его амбиции и выдвинула Тафта на второй срок. Тогда Рузвельт создал собственную Прогрессивную партию и баллотировался от неё. В результате такого распыления республиканского электората проиграли и Тафт, занявший третье место с 23,2 % голосов, и Рузвельт, а президентом был избран демократ Вудро Вильсон.
В 1913—1921 годах профессор права и истории права Йельского университета.

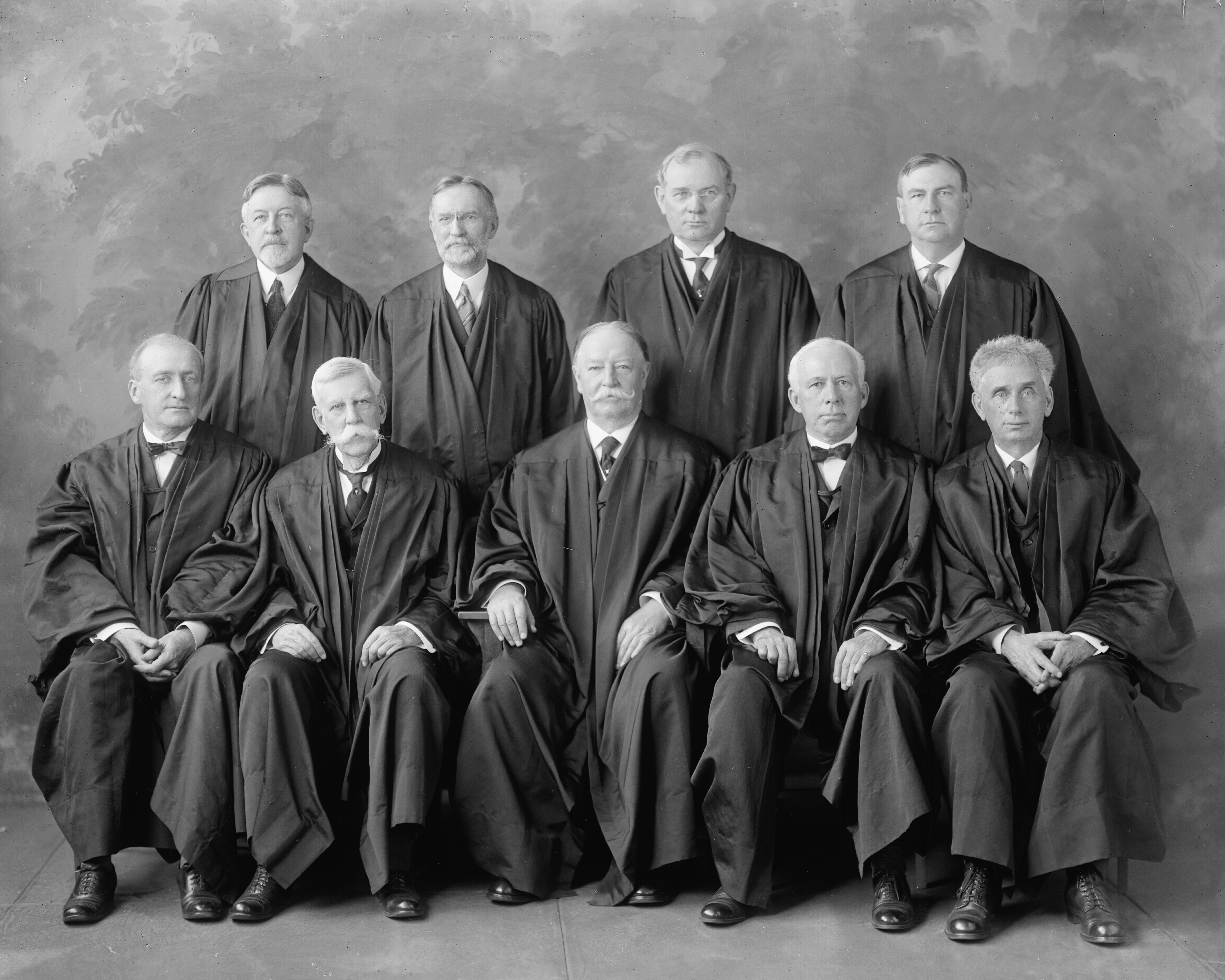
Верховный суд Тафта, 1925 г.

В 1921 году после смерти Эдварда Уайта и по инициативе Гарри Догерти Тафт был избран Председателем Верховного суда США, став единственным президентом (будущим или бывшим), который занимал пост в этом суде. Тафт использовал своё положение, чтобы повлиять на решения своих коллег, призывая к единодушию и препятствуя разногласиям. Альфеус Мейсон в своей статье о главном судье Тафте для журнала «ABA Journal» противопоставил широкий взгляд Тафта на роль главного судьи узкому взгляду на президентскую власть, которого он придерживался, находясь на этом посту. Полагая, что главный судья должен нести ответственность за федеральные суды, Тафт считал, что у него должен быть административный персонал, который бы помогал ему, а главный судья должен иметь право временно переназначать судей. Он также считал, что федеральные суды работали плохо. Многие суды низшей инстанции, как и Верховный суд, имеют длительные резервы. Сразу же после вступления в должность, Тафт сделал своим приоритетом посоветоваться с Генеральным прокурором Догерти по поводу нового законодательства.
В 1925 году суд Тафта заложил основу для включения многих гарантий Билля о правах, которые будут применяться к штатам посредством Четырнадцатой поправки. Находясь в должности Председателя Верховного суда, привёл к присяге 30-го президента США Калвина Кулиджа (в 1925 году) и 31-го президента Герберта Гувера (в 1929 году).
В последние годы жизни у Тафта начали проявляться признаки деменции. Так, на инаугурации Гувера 4 марта 1929 года Тафт неправильно произнёс часть присяги, позже высказавшись: «Моя память не всегда точна, и иногда становится немного неуверенно», снова по-другому неверно цитируя в этом письме. Его здоровье постепенно ухудшалось в течение почти десятилетия его должности главного судьи. Обеспокоенный тем, что, если он уйдёт в отставку, его замену выберет президент Гувер, которого он считал слишком прогрессивным, он написал своему брату Горацию в 1929 году: «Я старше и медленнее, менее проницателен и более запутан. Однако, пока дела идут так, как есть, и я могу отвечать за своё место, я должен оставаться на площадке, чтобы не дать большевикам получение контроля».
Тафт настоял на том, чтобы поехать в Цинциннати на похороны своего брата Чарльза, умершего 31 декабря 1929 года; данная нагрузка не улучшила его собственное здоровье. Когда 6 января 1930 года суд снова собрался, Тафт не вернулся в Вашингтон, и Ван Девантер представил два заключения, которые Тафт подготовил, но не смог завершить из-за болезни. Тафт отправился на отдых в Ашвилл, Северная Каролина, но к концу января он едва мог говорить и страдал от галлюцинаций. Тафт боялся, что Харлан Стоун станет новым главным судьёй; он не уходил в отставку, пока не получил заверения от Гувера, что место Тафта займёт Чарльз Эванс Хьюз. Тафт ушёл в отставку с поста главного судьи 3 февраля 1930 года, и спустя месяц скончался в своём доме в Вашингтоне в возрасте 72 лет.

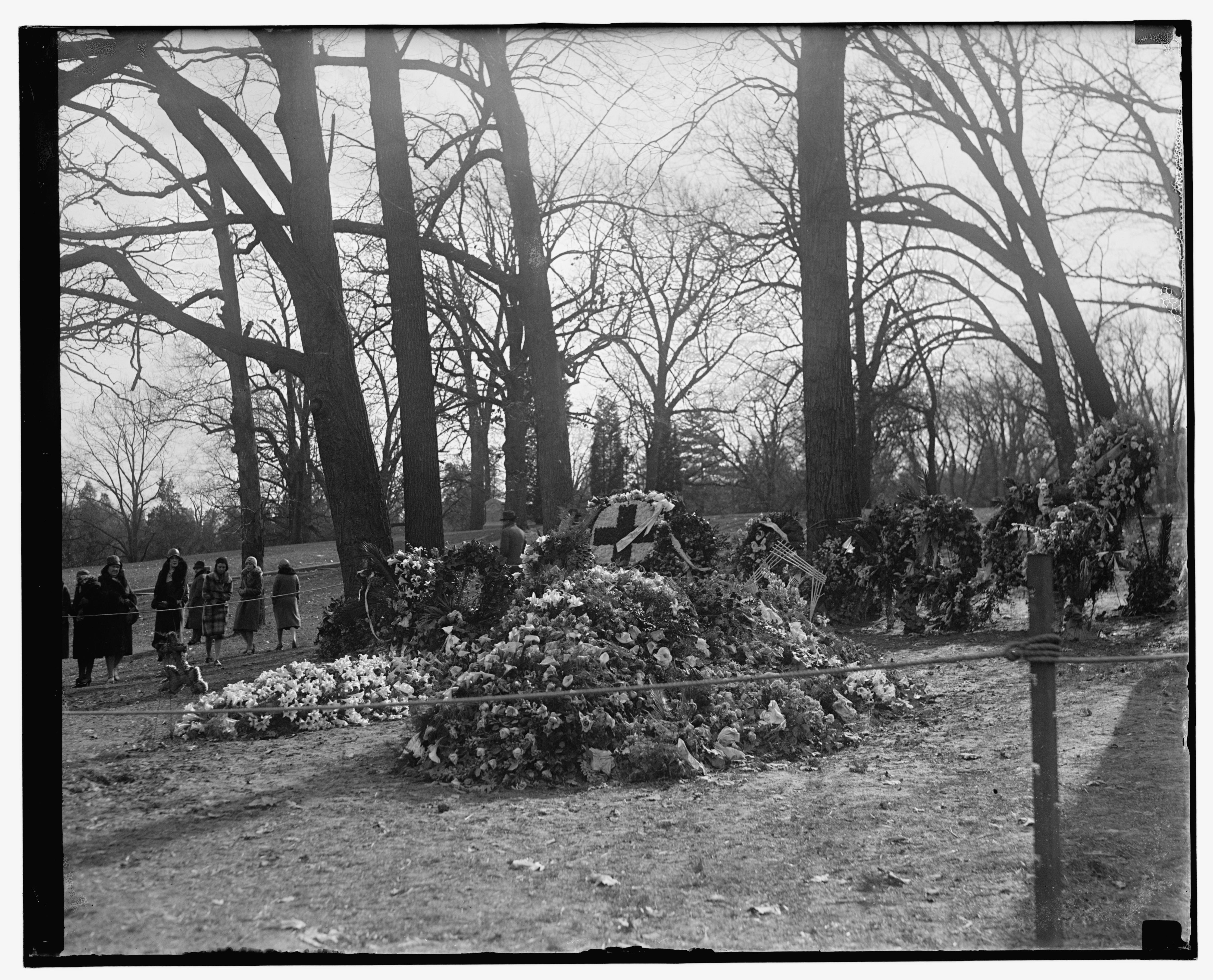
Могила Тафта в день похорон

11 марта 1939 года Тафт стал первым президентом и первым членом Верховного суда, похороненным на Арлингтонском национальном кладбище. Скульптор Джеймс Фрейзер вскоре создал надгробный камень из гранита Стоуни-Крик. Смерть Тафта пришлась на один день со внезапной смертью члена Верховного суда США Эдварда Терри Сэнфорда. Традиция обязывает членов Верховного суда присутствовать на похоронах своих коллег, что привело к «логистическому кошмару», потребовав сначала поездки в Ноксвилл (штат Теннесси), на похороны Сэнфорда, а затем в Вашингтон на похороны Тафта.

### Семья
Неизвестно, когда Тафт встретил Хелен «Нелли» Херрон, но это было не позднее 1880 года, когда она упомянула в своём дневнике, что получила от него приглашение на вечеринку. К 1884 году они встречались регулярно, а в 1885 году, после первоначального отказа, она согласилась выйти за него замуж. Свадьба состоялась в доме Херронов 19 июня 1886 года. Уильям Тафт оставался преданным своей жене на протяжении почти 44 лет брака. Хелен подталкивала своего мужа так же, как его родители, и она могла быть очень откровенной со своей критикой.
Старший сын — Роберт, сенатор. Младший сын — Чарльз, мэр Цинциннати. Младший внук Роберта — Уильям, 15-й постпред США при НАТО, и.о. Министра обороны США.